# Ибраим Ибраими
Ибраим Байрам Ибраими (на македонска литературна норма: Ибраим Баjрам Ибраими) е югославски партизанин, офицер, генерал-майор от СФРЮ.

## Биография
Роден е през 1920 г. в кичевското село Горно Строгомище. Участва в Комунистическата съпротива във Вардарска Македония и Словения. Бил е комисар и командир на различни партизански отряди. След войната влиза в Югославската народна армия с чин капитан. Завършва средно военно училище, а след това Висша търговска школа в Сараево. В комунистическата съпротива е бил командир на взвод, на рота (1943), на рота-батарея (1943 – 1944), заместник-командир на батальон (1944) и командир на батальон (1944). След това е командир на трета македонска ударна бригада. По-късно е началник-щаб на бригада. През 1946 г. завършва Пехотна офицерска школа. Тогава е произведен в чин майор. Бил е командир на 18-а базовишка бригада и на Подофицерската школа на Корпуса за народна отбрана на Югославия (КНОЮ) во Белград. През 1961 г. завършва Военната академия на Сухопътните войски на ЮНА, а през 1965 г. Команднощабна академия. В отделни периоди е търговски директор на 5-а генерална дирекция за военно строителство и директор на военния завод „Йеловица“ от Шкофя Лока. През 1962 г. е назначен за ръководител на 16-а дивизия на Войводина. След това последователно е директор на груповите военни депа в Осиек, главен военен съветник по тила на ЮНА и главен инспектор в Генералната инспекция на народната армия (ГИНА) по оперативните работи. През 1967 г. завършва Школата за тактика (12 клас) на Висшата военна академия. Излиза в запаса през декември 1980 г. Умира на 14 май 2003 г. 
Членувал или работи в Съюза на борците на Македония (1941 – 1945), Института за усъвършенстване на предучилищното и основно образование и възпитание в Тетово, Словенския републикански секретариат за национална отбрана, Футболния клуб „11-и октомври – Куманово“. Пише във вестници и списания като „Народен фронт“, „Рилиндия“, „Починка“, „Нова Македония“.

## Военни звания
- Капитан
- Капитан 1 клас
- Майор (1946)
- Подполковник (1957)
- Полковник (1961)
- Генерал-майор (1970)

## Награди
- Орден за храброст, 1944 година
- Орден на Партизанската звезда с пушки, 1945 година
- Орден за заслуги пред народа със сребърни лъчи 1947 година;
- Орден за военни заслуги със сребърни мечове, 1958 година;
- Орден на братството и единството със сребърен венец, 1961 година;
- Орден на Народната армия със златна звезда, 1966 година;
- Орден за военни заслуги със златни мечове, 1974 година;
- Орден за заслуги пред народа със златна звезда, 1980 година.